# Sinophorus confusus
Sinophorus confusus är en stekelart som beskrevs av Horstmann 1992. Sinophorus confusus ingår i släktet Sinophorus och familjen brokparasitsteklar. Inga underarter finns listade i Catalogue of Life.